# Кузьминовка (Кугарчинский район)
Кузьминовка (баш. Кузьминовка) — деревня в Кугарчинском районе Республики Башкортостан Российской Федерации. Входит в состав Мраковского сельсовета.

## География
Стоит при автодороге регионального значения 80Н-049.

### Географическое положение
Расстояние до:
- районного центра (Мраково): 5 км,
- центра сельсовета (Мраково): 5 км,
- ближайшей ж/д станции (Мелеуз): 72 км.

## Население
| 2002 | 2009 | 2010 |
| ---- | ---- | ---- |
| 86   | ↘78  | ↗83  |

### Национальный состав
Согласно переписи 2002 года, преобладающая национальность — русские (94 %).

### Историческая численность населения
В 1920 в 30 дворах проживало 174 человек, в 1939—298 жителей, в 1959—344, в 1989 — 95, в 2002 — 86, в 2010 — 83.

## Инфраструктура
Личное подсобное хозяйство с зоной сельскохозяйственного использования, индивидуальная застройка усадебного типа.

## Транспорт
Остановка общественного транспорта «Кузьминовка».